# Монтаняри
Монтаня̀рите (на френски: Montagnards) са политическа групировка, сформирана по време на Френската революция от 1789 г. Прозвището им монтаняри – в превод „планинци“ – идва от мястото им в Конвента, в който те заемат горните редове в лявата половина. В действителност, групировката се състояла от парижки депутати, а неин лидер бил Жорж Дантон. Към нея се присъединили Жан-Пол Марат, Коло д'Ербоа, Бийо–Верен, Мерлен дьо Дуе, Базир, Шабо и др. Монтанярите представляват дясното крило в якобинската партия. В Конвента те са доста влиятелни, въпреки своята малочисленост. Доста по-слабо образовани са от жирондистите, но за сметка на това са по-дръзки и напористи. Намират поддръжка основно в народната тълпа, вземат надмощие в Якобинския клуб и изгонват от него жирондистите. Те представят пред народните маси жирондистите като федералисти, радетели за федерално разделение на Франция, докато самите монтаняри предлагат декрет за единството и неделимостта на републиката.
След разгрома на жирондистите на 2 юни 1793 г., монтанярите обнародват конституция, която обаче така и не бива приведена в изпълнение. Монтанярите, оцелели след екзекуцията на Дантон и неговите най-верни сподвижници през април 1794 г., активно съдействат за контрареволюционния Термидориански преврат от 9 термидор (27 – 28 юли 1794), след който водачът на якобинците Максимилиан Робеспиер е екзекутиран, но самият преврат в крайна сметка се обръща срещу тях.